# 이야기 Op.1
《이야기 Op.1》은 종현의 첫 번째 소품집 음반이다. 2015년 9월 17일 KT 뮤직을 통해 발매되었다.

## 발매 과정
종현은 2014년 2월 3일부터 MBC FM4U의 음악 프로그램 “푸른밤”의 진행자를 맡았다. 해당 프로그램에서는 동년 6월 12일부터 청취자의 사연을 바탕으로 종현이 곡을 작사·작곡하는 ‘푸른밤 작사 그 남자 작곡’ 프로젝트를 시작하였다. 이 프로젝트의 시즌 1에서는 2014년 7월 8일 〈Like You〉, 7월 10일 〈미안해 (I'm sorry)〉와 7월 11일 〈U & I〉가, 시즌 2에서는 2014년 11월 10일 〈하루의 끝 (End of a day)〉과 11월 12일 〈Happy Birthday〉가, 시즌 3에서는 2015년 4월 7일 〈내일쯤 (Maybe tomorrow)〉과 4월 10일 〈산하엽 (Diphylleia grayi)〉이, 시즌 4에서는 2015년 7월 8일 〈02:34〉과 7월 13일 〈그래도 되지 않아? (Fine)〉가 공개되었다.
2015년 9월 13일 SM 엔터테인먼트는 9월 17일 《이야기 Op.1》이라는 음반과 함께 소속 아티스트가 컴백함을 알렸다. 9월 14일 SM TOWN 채널을 통하여 〈하루의 끝〉의 뮤직비디오 프리뷰 영상이 공개되면서 음반이 종현의 것임이 밝혀졌다. 2015년 9월 17일 00시 발매된 소품집 1집 《이야기 Op.1》은 2014년부터 이듬해까지 푸른밤에서 발표된 종현의 자작곡 중 위의 9곡을 재편곡하여 수록하였다.

## 수록곡
| #            | 제목                          | 작사         | 작곡                 | 편곡  | 재생 시간 |
| ------------ | ----------------------------- | ------------ | -------------------- | ----- | --------- |
| 1.           | 〈하루의 끝 〉 (End of a day) | 종현         | 종현, 소진           | 4:37  |           |
| 2.           | 〈U & I〉                     | 종현         | 종현, 소진           | 2:51  |           |
| 3.           | 〈Like You〉                  | 종현         | 종현, 위프리키       | 3:15  |           |
| 4.           | 〈산하엽〉 (Diphylleia grayi) | 종현         | 종현, 소진           | 4:35  |           |
| 5.           | 〈Happy Birthday〉            | 종현         | 종현, 위프리키       | 2:51  |           |
| 6.           | 〈미안해〉 (I'm sorry)        | 종현         | 종현, 소진           | 4:11  |           |
| 7.           | 〈02:34〉                     | 종현         | 종현, 오준혁, 정태수 | 3:46  |           |
| 8.           | 〈그래도 되지 않아?〉 (Fine)  | 종현         | 종현, 소진, 정태수   | 3:04  |           |
| 9.           | 〈내일쯤〉 (Maybe tomorrow)   | 종현         | 종현, 소진           | 3:13  |           |
| 총 재생 시간 | 총 재생 시간                  | 총 재생 시간 | 총 재생 시간         | 31:03 |           |

## 차트
| 차트 (2015)                 | 최고 순위 |
| --------------------------- | --------- |
| 대한민국 (가온 차트 ‘주간’) | 3         |
| 대한민국 (가온 차트 ‘월간’) | 7         |